# Acanthepedanus armatus
Acanthepedanus armatus is een hooiwagen uit de familie Epedanidae. De wetenschappelijke naam van Acanthepedanus armatus gaat  terug op Roewer.